# John M'Bumba
John Mickael M'Bumba (Anderlecht, Bélgica, 29 de abril de 1983) es un deportista francés que compitió en boxeo.
Ganó dos medallas de bronce en el Campeonato Mundial de Boxeo Aficionado, en los años 2007 y 2009. Participó en los Juegos Olímpicos de Pekín 2008, ocupando el quinto lugar en el peso pesado.

## Palmarés internacional
| Campeonato Mundial | Campeonato Mundial       | Campeonato Mundial | Campeonato Mundial |
| Año                | Lugar                    | Medalla            | Categoría          |
| ------------------ | ------------------------ | ------------------ | ------------------ |
| 2007               | Chicago (Estados Unidos) | Medalla de bronce  | 91 kg              |
| 2009               | Milán (Italia)           | Medalla de bronce  | 91 kg              |